# Operatie Kongo
Operatie Kongo was een Japanse zelfmoordoperatie in de Tweede Wereldoorlog die werd uitgevoerd met 24 kaitens. 

## Geschiedenis
Op 11 januari 1945 werden de kaitens door zes moederonderzeeboten tot bij hun doelen gebracht. De doelen waren de ankerplaatsen van Amerikaanse schepen in de baaien bij Ulithi, Hollandia Harbor, Admiraliteitseilanden en Guam. De operatie liep uit op een mislukking. De Amerikanen hadden de kaitens in de gaten en wisten deze te vernietigen voordat ze de ankerplaatsen konden binnendringen. Er werden geen Amerikaanse schepen tot zinken gebracht. In totaal werden er negentien kaitens vernietigd. Tevens werd de moederonderzeeboot I-48 door Amerikaanse dieptebommen vernietigd.